# Maria di Amnia
Maria di Amnia (Amnia, 770 circa – dopo l'823) è stata un'imperatrice bizantina, prima moglie di Costantino VI. Era una nipote di San Filareto, un magnate del Thema Armeniakon noto per le sue attività caritatevoli, parentela citata nella sua agiografia. Il nome del padre è sconosciuto, mentre la madre è stata identificata dallo storico Christian Settipani come Ipazia.

## Biografia

### Imperatrice
Nel 788, Maria fu una delle tredici candidate alla prima sfilata delle spose di cui si abbia notizia. La sfilata era stata ordinata dall'imperatrice reggente Irene alla ricerca di una sposa adatta per suo figlio Costantino VI. Costantino era stato precedentemente promesso sposo a Rotrude, figlia di Carlo Magno e Ildegarda, ma Irene aveva annullato il fidanzamento.
Maria fu scelta principalmente da Irene. Anche Costantino e Stauracio, un eunuco che fungeva da logothetes tou dromou, sarebbero stati coinvolti nella presentazione dei candidati. Tuttavia, non è specificato se abbiano influenzato la scelta.
Il matrimonio ebbe luogo nel novembre del 788. Il matrimonio fu riportato nella cronaca di Teofane Confessore. Il matrimonio durò circa sei anni e vide la nascita due figlie. Teofane riporta che Costantino, a un certo punto, si era ribellato alla prima moglie. Teofane attribuisce il deterioramento del matrimonio alle macchinazioni di Irene. Anche la mancanza di un erede maschio dopo sei anni di matrimonio potrebbe essere una delle ragioni.
Nel 794, Costantino aveva trovato un'amante nella persona di Teodota, una kubikularia (dama di compagnia) di sua madre. Nel gennaio del 795, Costantino divorziò da Maria. Maria ed entrambe le figlie furono mandate in un convento nell'isola di Prinkipo. Nel settembre del 795, Costantino e Teodota si sposarono.
Il divorzio iniziale aveva incontrato la disapprovazione degli ambienti della Chiesa ortodossa. Il risposarsi mentre Maria era ancora in vita fu visto come un tentativo di legalizzazione dell'adulterio. La legalità del secondo matrimonio scatenò una controversia religiosa, la cosiddetta "controversia moechiana" (dal greco moichos, "adultero"). Tuttavia, Maria non risulta coinvolta in nessuno dei conflitti dell'epoca.
Si fece suora per il resto della sua vita. La sua ultima menzione risale all'823 circa. Sua figlia Eufrosina fu prelevata dal loro convento per sposare Michele II (regnante dall'820 all'829). La figlia si oppose contro la decisione, ma senza successo. La sua rimostranza è menzionata nella corrispondenza di Teodoro Studita. Non si conosce l'anno della sua morte.

## Discendenza
Maria e Costantino VI ebbero due figlie:
- Eufrosina (790 circa - dopo l'836). Sposò Michele II.
- Irene. Si fece monaca nel 795. L'ultima volta che viene menzionata in vita è nel 796.